# Resolution 664 des UN-Sicherheitsrates
Die Resolution 664 des UN-Sicherheitsrates ist eine Resolution, die der Sicherheitsrat der Vereinten Nationen am 18. August 1990 einstimmig beschloss. Der Rat bekräftigt die Resolutionen 660 (1990), 661 (1990) und 662 (1990) und erinnert an die völkerrechtlichen Verpflichtungen des Iraks und die Verpflichtungen, die sich aus Kapitel VII der Charta der Vereinten Nationen ergeben, und fordert, dass der Irak die Ausreise von Staatsangehörigen aus Drittländern aus dem Irak und Kuwait zulässt und erleichtert, wobei er den konsularischen und diplomatischen Zugang zu Drittstaatsangehörigen fordert.
Der Rat forderte ferner, dass Irak keine Maßnahmen ergreift, die die Sicherheit der Staatsangehörigen gefährden würden, und bekräftigte, dass die Annexion Kuwaits rechtswidrig ist, und forderte daher, dass Irak seine Anordnungen zur Schließung konsularischer und diplomatischer Missionen in Kuwait und zur Aufhebung der diplomatischen Immunität seines Personals zurückzieht. Zum Zeitpunkt der irakischen Invasion befanden sich Tausende von Ausländern im Irak und in Kuwait, und der Rat verurteilte die Entscheidung des Irak, Ausländer als „menschliche Schutzschilde“ an strategischen Orten einzusetzen.
In der Resolution 664 wurde der Generalsekretär Javier Pérez de Cuéllar schließlich aufgefordert, so bald wie möglich über die Einhaltung der aktuellen Resolution zu berichten.

## Externe Quellen
- Text der Resolution auf undocs.org